# یواس‌اس کلاماگور (اس‌اس-۳۴۳)
یواس‌اس کلاماگور (اس‌اس-۳۴۳) (به انگلیسی: USS Clamagore (SS-343)) یک زیردریایی است که طول آن ۳۱۱ فوت ۹ اینچ (۹۵٫۰۲ متر) می‌باشد. این زیردریایی در سال ۱۹۴۵ ساخته شد.